# Istituto di studi politici di Lione

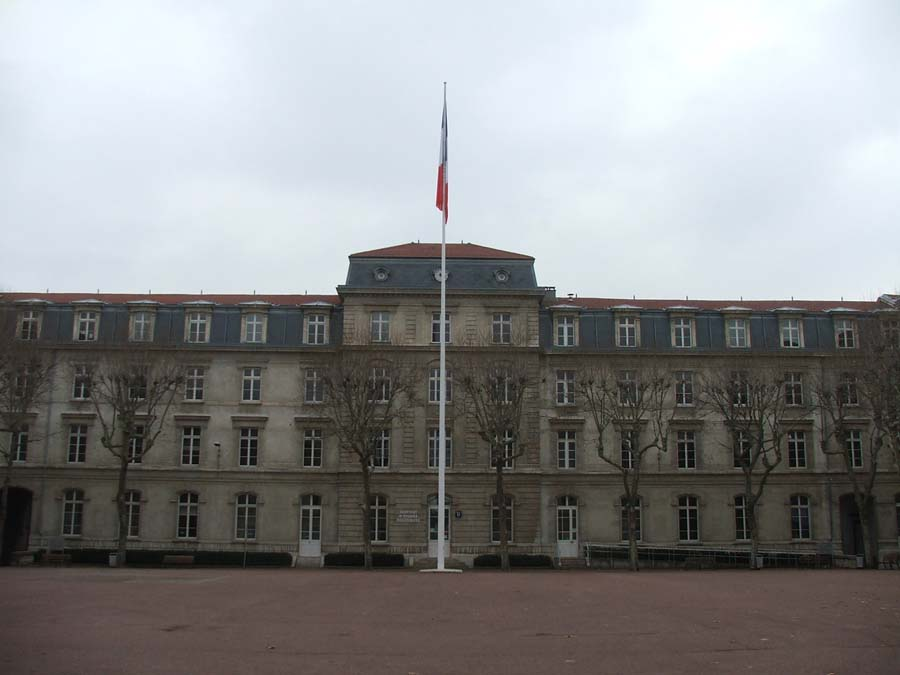
L'Istituto di studi politici di Lione

L'Istituto di studi politici di Lione (francese: Institut d'études politiques de Lyon), conosciuto come Sciences Po Lyon, è un istituto francese pubblico d'insegnamento superiore creato nel 1948, situato a Lione e legato all'università Lumière Lyon II.
È uno dei nove Istituti di studi politici di Francia, ed è dunque una Grande école.